# AEGON Championships 2014
AEGON Championships 2014 byl tenisový turnaj pořádaný jako součást mužského okruhu ATP World Tour, který se hraje v Queen's Clubu na otevřených travnatých dvorcích. Konal se mezi 9. až 15. červnem 2014 v britském hlavním městě Londýně jako 43. ročník turnaje.
Turnaj s rozpočtem 809 600 eur patřil do kategorie ATP World Tour 250. Nejvýše nasazeným hráčem ve dvouhře se stal třetí tenista světa Stanislas Wawrinka ze Švýcarska, startující na divokou kartu, který vypadl v semifinále s pozdějším vítězem Grigorem Dimitrovem.

## Distribuce bodů a finančních odměn

### Distribuce bodů
| Soutěž  | Vítězové | Finalisté | Semifinalisté | Čtvrtfinalisté | 16 v kole | 32 v kole | 64 v kole | Q | Q3 | Q2 | Q1 |
| ------- | -------- | --------- | ------------- | -------------- | --------- | --------- | --------- | - | -- | -- | -- |
| dvouhra | 250      | 150       | 90            | 45             | 20        | 10        | 0         | 5 | 3  | 0  | 0  |
| čtyřhra | 250      | 150       | 90            | 45             | 20        | 0         |           |   |    |    |    |

### Finanční odměny
| Soutěž            | Vítězové | Finalisté | Semifinalisté | Čtvrtfinalisté | 16 v kole | 32 v kole | 64 v kole | Q3     | Q2   | Q1 |
| ----------------- | -------- | --------- | ------------- | -------------- | --------- | --------- | --------- | ------ | ---- | -- |
| dvouhra           | €90 100  | €51 300   | €29 610       | €17 430        | €10 160   | €6 175    | €3 755    | €1 180 | €565 |    |
| čtyřhra *         | €33 310  | €17 730   | €9 670        | €5 700         | €3 440    | €2 090    |           |        |      |    |
| * – částka na pár |          |           |               |                |           |           |           |        |      |    |

## Dvouhra

### Nasazení hráčů
| Země                            | Hráč                | ATP1) | Nasazení |
| ------------------------------- | ------------------- | ----- | -------- |
| Švýcarsko                       | Stanislas Wawrinka  | 3.    | 1.       |
| Česko                           | Tomáš Berdych       | 6.    | 2.       |
| Spojené království              | Andy Murray         | 8.    | 3.       |
| Bulharsko                       | Grigor Dimitrov     | 12    | 4        |
| Francie                         | Jo-Wilfried Tsonga  | 14.   | 5.       |
| Lotyšsko                        | Ernests Gulbis      | 17.   | 6.       |
| Jižní Afrika                    | Kevin Anderson      | 20.   | 7.       |
| Ukrajina                        | Alexandr Dolgopolov | 21.   | 8.       |
| Chorvatsko                      | Marin Čilić         | 26.   | 9.       |
| Španělsko                       | Feliciano López     | 27.   | 10.      |
| Kanada                          | Vasek Pospisil      | 31.   | 11.      |
| Rusko                           | Dmitrij Tursunov    | 32.   | 12.      |
| Francie                         | Nicolas Mahut       | 40.   | 13.      |
| Francie                         | Jérémy Chardy       | 42    | 14       |
| Česko                           | Radek Štěpánek      | 43.   | 15.      |
| Francie                         | Julien Benneteau    | 45.   | 16.      |
| Žebříček ATP k 26. květnu 2014. |                     |       |          |

### Jiné formy účasti na turnaji
Následující hráči obdrželi divokou kartu do hlavní soutěže:
- Marcos Baghdatis
- Daniel Cox
- Daniel Evans
- James Ward
- Stanislas Wawrinka

Následující hráči postoupili z kvalifikace:
- Daniel Brands
- James Duckworth
- Farrukh Dustov
- Marsel İlhan

### Odhlášení
před začátkem turnaje
- Ivan Dodig
- Jack Sock

v průběhu turnaje
- Alexandr Dolgopolov

### Skrečování
- Marcos Baghdatis
- Jarkko Nieminen

## Čtyřhra

### Nasazení párů
| Země                                                                       | Hráč              | Země               | Hráč                   | ATP1) | Nasazení |
| -------------------------------------------------------------------------- | ----------------- | ------------------ | ---------------------- | ----- | -------- |
| Spojené státy                                                              | Bob Bryan         | Spojené státy      | Mike Bryan             | 2.    | 1.       |
| Rakousko                                                                   | Alexander Peya    | Brazílie           | Bruno Soares           | 6.    | 2.       |
| Kanada                                                                     | Daniel Nestor     | Srbsko             | Nenad Zimonjić         | 15.   | 3.       |
| Francie                                                                    | Michaël Llodra    | Francie            | Nicolas Mahut          | 29.   | 4.       |
| Indie                                                                      | Rohan Bopanna     | Pákistán           | Ajsám Kúreší           | 35.   | 5.       |
| Filipíny                                                                   | Treat Conrad Huey | Spojené království | Dominic Inglot         | 43.   | 6.       |
| Francie                                                                    | Julien Benneteau  | Francie            | Édouard Roger-Vasselin | 50.   | 7.       |
| Spojené království                                                         | Colin Fleming     | Polsko             | Marcin Matkowski       | 57.   | 8.       |
| Žebříček ATP k 26. květnu 2014; číslo je součtem umístění obou členů páru. |                   |                    |                        |       |          |

### Jiné formy účasti
Následující páry obdržely divokou kartu do hlavní soutěže:
- Daniel Evans /  James Ward
- Ken Skupski /  Neal Skupski

### Skrečování
- Alexandr Dolgopolov (poranění pravé dolní končetiny)

## Přehled finále

### Mužská dvouhra
- Grigor Dimitrov vs.  Feliciano López, 6–7(8–10), 7–6(7–1), 7–6(8–6)

### Mužská čtyřhra
- Alexander Peya /  Bruno Soares vs.  Jamie Murray /  John Peers, 4–6, 7–6(7–4), [10–4]